# Jekaterina Wassiljewna Lugowkina
Jekaterina Wassiljewna Lugowkina (russisch Екатерина Васильевна Луговкина; * 25. Dezember 1980 in Chimki) ist eine ehemalige russische Bogenbiathletin. Mit acht Titelgewinnen bei Bogenbiathlon-Weltmeisterschaften ist sie nach Olga Koslowa die erfolgreichste Vertreterin ihrer Sportart.
Jekaterina Lugowkina startete für Dynamo Moskau. Sie hatte ihren internationalen Durchbruch, als sie bei den Weltmeisterschaften 2001 in Kubalonka die Titel im Einzel, dem darauf basierenden Verfolgungsrennen sowie mit Olga Koslowa und Marija Filippowa im Staffelrennen gewann. Im Massenstartrennen lief sie hinter Koslowa und Stefania D’Andrea zudem auf den dritten Rang. Mit drei Gold- und einer Bronzemedaille war die Russin erfolgreichste Teilnehmerin der WM. Bei den Europameisterschaften des Jahres in Pokljuka gewann sie mit Koslowa und Filippowa zudem Staffel-Gold und hinter diesen beiden Bronze im Verfolgungsrennen. 2002 gewann sie bei den Weltmeisterschaften in Pokljuka erneut Gold im Einzel und mit Koslowa und Filippowa im Staffelrennen. 2003 kam in Krün der Titel vor Koslowa im Sprint hinzu, hinter dieser gewann sie Silber im Verfolgungsrennen. Weniger erfolgreich wurden die Welttitelkämpfe 2004, die wieder in Pokljuka ausgetragen wurden. Zwar gewann sie mit der übermächtigen russischen Staffel an der Seite von Koslowa und Ksenija Malzewa ein drittes Mal den Staffeltitel, verpasste als Siebte des Sprints und Viertplatzierte im Verfolgungsrennen und dem Massenstart Einzelmedaillen. Ihre Paradestrecke, das Einzel, war nicht im Wettkampfprogramm. Wieder erfolgreicher verliefen die Weltmeisterschaften 2005 in Forni Avoltri. An der Seite von Koslowa und Walentina Linkowa gewann Lugowkina zum vierten Mal – und zum vierten Mal vor der italienischen Staffel – den Titel im Staffelwettbewerb. Zudem wurde sie im Sprintrennen Dritte hinter Linkowa und Koslowa, im Verfolgungsrennen musste sie sich einzig Koslowa geschlagen geben. Im Massenstartrennen gewann sie hinter Natalija Jemelina und Koslowa eine weitere Bronzemedaille. Nach einem Jahr Pause – 2006 gewann sie aber gemeinsam mit Natalija Jemelina die Gesamtweltcupwertung, den Sprintweltcup, mit Jemelina den Verfolgungsweltcup und wurde hinter dieser Zweite in der Gesamtwertung des Massenstartweltcups – wurden 2007 in Moskau bislang letztmals Weltmeisterschaften ausgetragen, bei denen keine Staffelrennen durchgeführt wurde. Lugowkina gewann im dahingegen wieder ausgetragenen Einzel hinter Linkowa die Silbermedaille, im Sprint hinter Linkowa und Jelena Scharafutdinowa Bronze, wurde im Verfolgungsrennen hinter Linkowa erneut Zweite und im Massenstartrennen hinter Koslowa und Nadia Peyrot Drittplatzierte.
National gewann Lugowkina 2005 in Lesnoi die Titel in Einzel, Sprint und Verfolgung und wurde Dritte im Massenstartrennen.

## Belege
1. 1 2   Список спортивной сборной команды России на 2009 год (Memento des Originals vom 1. Februar 2016 im Internet Archive)  Info: Der Archivlink wurde automatisch eingesetzt und noch nicht geprüft. Bitte prüfe Original- und Archivlink gemäß Anleitung und entferne dann diesen Hinweis. von  www.skiarchery.ru (Memento des Originals vom 6. Februar 2016 im Internet Archive)  Info: Der Archivlink wurde automatisch eingesetzt und noch nicht geprüft. Bitte prüfe Original- und Archivlink gemäß Anleitung und entferne dann diesen Hinweis. (PDF, russisch)
2. ↑  skiarchery.narod.ru
3. ↑  Ergebnisse

| Personendaten    | Personendaten                                                                                                 |
| ---------------- | --- |
| NAME             | Lugowkina, Jekaterina Wassiljewna                                                                             |
| ALTERNATIVNAMEN  | Lugovkina, Ekaterina; Lukovkina, Ekaterina; Lougovkina, Ekaterina; Луговкина, Екатерина Васильевна (russisch) |
| KURZBESCHREIBUNG | russische Bogenbiathletin                                                                                     |
| GEBURTSDATUM     | 25. Dezember 1980                                                                                             |
| GEBURTSORT       | Chimki |